# Ivan Šapovalov
Ivan Nikolajevič Šapovalov (Ruski: Иван Николаевич Шаповалов) (Kotovo, Rusija, 28. svibnja 1966.) ruski je glazbeni producent, najpoznatiji kao bivši menadžer i osnivač grupe t.A.T.u.

## Životopis
Šapovalov je rođen 28. svibnja, 1966. u Kotovu, bivšem SSSR-u. Otac mu je umjetnik, Nikolaj Aleksandrovič, a majka profesorica fizike, Nadežda Ričardovna. Majka ga je inspirirala da pohađa školu fizike.